# Svatopluk Sem
Svatopluk Sem (* 15. září 1973 Brno) je český operní pěvec.

## Životopis
Své studium na Konzervatoři v Českých Budějovicích ukončil pod vedením prof. Dagmar Volfové v roce 1998. Během studia spolupracoval s Jihočeským divadlem v Českých Budějovicích, kam po absolutoriu nastoupil do stálého angažmá jako sólista opery, kde ztvárnil řadu zajímavých rolí. V roce 2007 se stal stálým hostem Státní opery Praha, kde debutoval v roli Germonta v opeře La traviata. V roce 2009 debutoval v Národním divadle v Praze jako Ďábel v opeře Hry o Marii pod vedením Jiřího Bělohlávka a ve Státní opeře Praha přijal stálé angažmá, kde působil až do roku 2011. Od roku 2012 zde vystupuje jako host.
V roce 2014 natočil dokument společnosti BBC Rolando meets Don Giovanni, kde ztvárnil titulní roli Dona Giovanniho. V sezóně 2015/2016 absolvoval měsíční turné po Japonsku se Státní operou Praha, a to s operou La traviata v roli Germonta. V dubnu 2016 vystoupil po boku finské operní pěvkyně Karity Matilly na prestižním festivalu BBC Proms v Londýně v provedení Janáčkovy opery Věc Makropulos s BBC Symphony Orchestra. V italském turínském divadle Teatro Regio di Torino ztvárnil roli Revírníka v inscenaci opery Liška Bystrouška. 
Podílel se na realizaci nahrávky Smetanovy Prodané nevěsty s BBC Symphony Orchestra pod taktovkou Jiřího Bělohlávka pro nahrávací společnost Harmonia Mundi. V roce 2018 byl dvakrát součástí evropského operního projektu Opera vision, kde v přímém přenosu účinkoval v opeře Libuše jako Přemysl v Národním divadle z Praze a jako Revírník v Janáčkově Lišce Bystroušce v Národním divadle Brno.
Pravidelně hostuje téměř na všech operních scénách České republiky, zejména však v Národním divadle v Praze, Národním divadle v Brně nebo v Národním divadle moravskoslezském v Ostravě, ale i v zahraničí, a to v Japonsku, Dánsku, Jižní Koreji, Rakousku, Španělsku, Nizozemsku, Německu, Rusku, Itálii či Velké Británii za doprovodu orchestrů, jako je například Česká filharmonie, Pražská komorní filharmonie, Rotterdamský filharmonický orchestr či BBC Symphony Orchestra.
Během působení v opeře Jihočeského divadla získal ve svém oboru cenu Karla Rodena a to hned třikrát – v letech 2004, 2005 a 2007. Za rok 2017 obdržel cenu Thálie v oboru opera za mimořádný výkon v roli Giorgia Germonta ve opeře La traviata ve Jihočeském divadle v Českých Budějovicích. Je také prvním laureátem moravskoslezské kulturní ceny Jantar v oboru opera v tentýž roce za mimořádný výkon v roli Kaliny v opeře Tajemství v Národním divadle moravskoslezském v Ostravě.

## Operní role

### Národní divadlo
- Hry o Marii (Bohuslav Martinů)
- Madam Butterfly (Giacomo Puccini)
- Bohéma (Giacomo Puccini)
- La traviata (Giuseppe Verdi)
- Příhody lišky Bystroušky (Leoš Janáček)
- Andrea Chénier (Umberto Giordano)
- Jakobín (Antonín Dvořák)
- Maškarní ples (Giuseppe Verdi)
- Don Giovanni (Ruggero Leoncavallo)
- Libuše (Bedřich Smetana)
- Dalibor (Bedřich Smetana)
- Jeníček a Mařenka (Engelbert Humperdinck)
- Švanda dudák (Jaromír Weinberger)

### Národní divadlo moravskoslezské
- Cikánský baron (Johann Strauss mladší)
- Veselá vdova (Franz Lehár)
- Carmen (Georges Bizet)
- Bohéma (Giacomo Puccini)
- La Wally (Alfredo Catalani)
- Lohengrin (Richard Wagner)
- Věc Makropulos (Leoš Janáček)
- La traviata (Giuseppe Verdi)
- Výlety páně Broučkovy (Leoš Janáček)
- Lazebník sevillský (Gioacchino Rossini)
- Tajemství (Bedřich Smetana)
- Piková dáma (Petr Iljič Čajkovskij)

### Národní divadlo Brno
- La traviata (Giuseppe Verdi)
- Lazebník sevillský (Gioacchino Rossini)
- Příhody lišky Bystroušky (Leoš Janáček)
- Kráska a zvíře (Philip Glass)
- Netopýr (Johann Strauss mladší)
- Don Giovanni (Ruggero Leoncavallo)
- Věc Makropulos (Leoš Janáček)
- Hubička (Bedřich Smetana)
- Hry o Marii (Bohuslav Martinů)
- Carmen (Georges Bizet)
- La Gioconda (Amilcare Ponchielli)
- Piková dáma (Petr Iljič Čajkovskij)
- Don Carlos (Giuseppe Verdi)
- Monument (Marko Ivanović)
- Evžen Oněgin (P. I. Čajkovskij)